# Francisco Hernández de Toledo

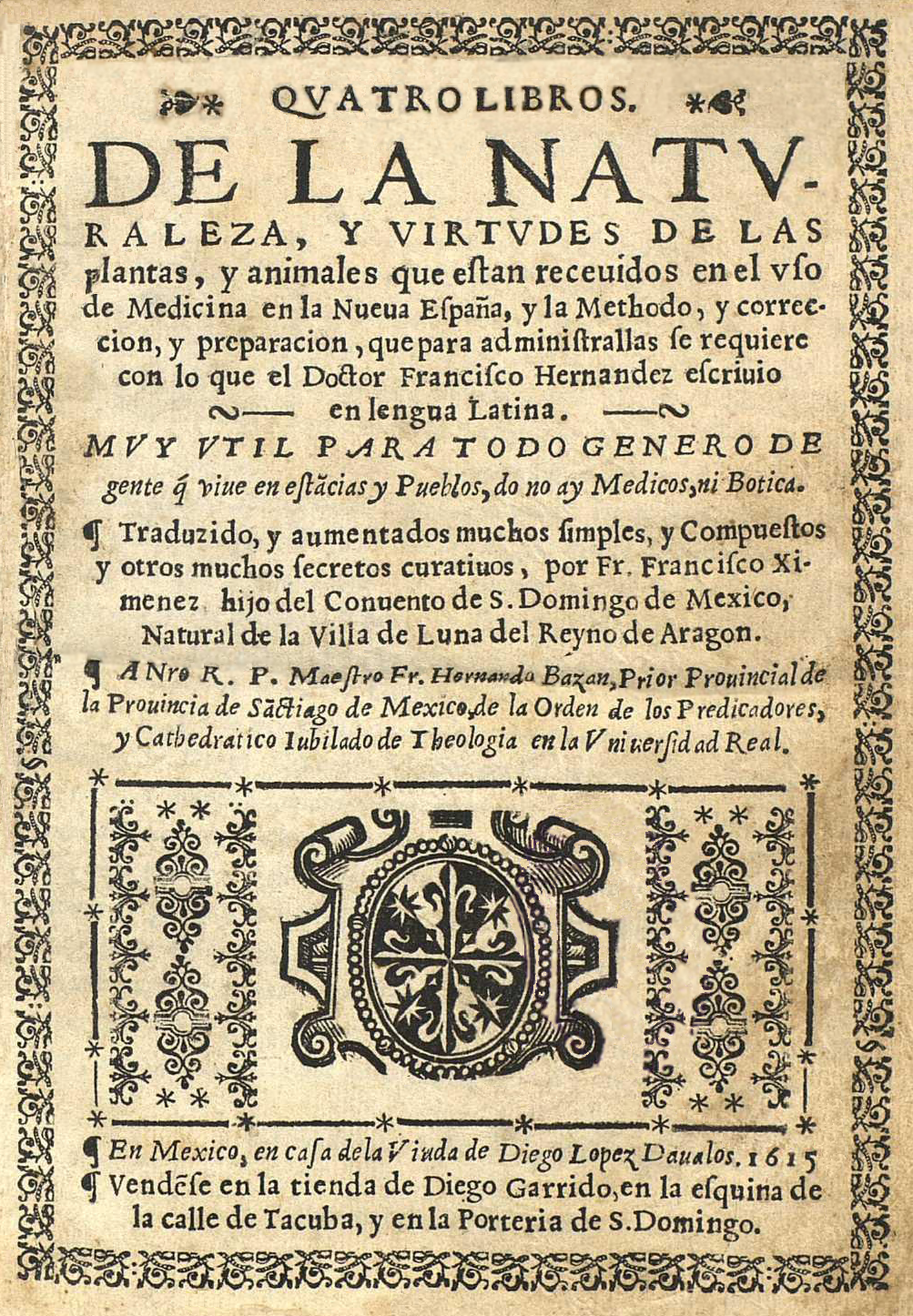
Quatro libros de la naturaleza y virtudes de las plantas y animales. México: 1615.

Francisco Hernández de Toledo (ur. ok. 1514 w La Puebla de Montalbán, Hiszpania – zm. 28 stycznia 1587 w Madrycie) – hiszpański naturalista, lekarz, botanik i ornitolog.
W 1536 r. ukończył studia medyczne na uniwersytecie w Alcalá de Henares. Prowadził praktyki lekarskie w Toledo i Sewilli, piastował również prestiżową i przynoszącą znaczne dochody funkcję medyka w szpitalu klasztoru w Guadalupe. Wszechstronnie wykształcony, o umyśle otwartym i chłonnym, w wolnym czasie tłumaczył dzieła Pliniusza i prowadził badania nad roślinami, wykorzystywanymi przez ówczesną medycynę. Opracował również interesujące komentarze do dzieł Arystotelesa O duszy i Odczyty o przyrodzie. W 1565 r. wrócił do Toledo i wkrótce został tam mianowany lekarzem dworskim.
Z polecenia króla Hiszpanii Filipa II został powołany na kierownika pierwszej w historii wyprawy naukowej do Meksyku (ówczesnej „Nowej Hiszpanii”). Hernández wydał 60 tys. dukatów na organizację tej ekspedycji. W styczniu 1570 r. król mianował go protomédico general de nuestras Indias, islas y tierra firme del mar Océano.
1 września 1571 r. Hernández wyruszył z Sewilli do Meksyku. Na Wyspach Kanaryjskich zatrzymał się na dłuższy postój, który poświęcił na zbadanie i opisanie roślinności archipelagu (niestety, rękopis ten nie zachował się). Następnie przez San Domingo i Hawanę dotarł w lutym 1572 r. do Veracruz, by 1 marca złożyć swe listy uwierzytelniające wicekrólowi Meksyku.
Po przybyciu do Ameryki Hernández przebył ciężką chorobę nerek, co opóźniło realizację programu jego badań. Podróżował w lektyce niesionej przez muły, w towarzystwie swego syna Juana, który zajmował się sprawami organizacyjnymi wyprawy. Ekspedycji towarzyszył geograf, liczni rysownicy oraz miejscowi indiańscy „medycy”, od których Hernández zdobywał wiedzę o leczniczych właściwościach meksykańskich roślin i uczył się miejscowego języka. Badania objęły tereny dzisiejszych stanów Michoácan, Colima, Querétaro, Oaxaca, a zwłaszcza Puebla i Guerrero. W marcu 1574 r. osiadł w Hospital Real w Meksyku, gdzie nie tylko leczył, ale i praktykował z miejscowymi roślinami leczniczymi. Opracowywał zebrane zbiory (m.in. ogromny zielnik) i spisywał swe obserwacje (38 zeszytów, z tego 3 w języku nahuatl).
W połowie lutego 1577 r. Hernández wyruszył w drogę powrotną do Hiszpanii. Był ciężko chory i zrujnowany, gdyż w międzyczasie królewski Skarb odmówił mu zwrotu kosztów wyprawy. Schorowany Filip II nie objawił już zainteresowania wynikami wyprawy. Hernández otrzymał na pocieszenie tytuł lekarza następcy tronu (przyszłego Filipa III), a wkrótce potem zmarł.
Hernández nie doczekał się wydania swych dzieł – pozostały one w rękopisach w zbiorach Escorialu i spłonęły w pożarze w 1671 r. Znamy jedynie znacznie skrócone opracowania części z nich, które opracował lekarz z Neapolu, Nardo Antonio Recchi. Jednak i one (na skutek przedwczesnej śmierci wydawcy) ukazały się drukiem dopiero w następnym wieku (Rerum Medicarum Novae Hispaniae thesaurus, seu plantarum, animalium, mineralium mexicanorum historia, Rzym 1628). Hernández opisał w nich – być może jako pierwszy – m.in. kukurydzę (nazywaną przezeń tlaoli albo mais) i agawę meksykańską (metl albo maguey) oraz pożytki płynące z tych roślin. Sporządził również opisy 230 gatunków ptaków, jednak na skutek zaginięcia towarzyszących im rysunków dziś ich pełna identyfikacja nie jest możliwa.
Jako autora opisów i nazw roślin wyróżnia go skrót F.Hern.